# 红霞岛
《红霞岛》是一款由Arkane Austin开发，的吸血鬼题材第一人称射击游戏。2023年5月2日，贝塞斯达软件在Microsoft Windows与Xbox Series X/S平台上发行。

## 开发
本作最初公开于2021年微软&贝塞斯达联合游戏发布会，作为工作室内首款微软第一方独占游戏发售于Microsoft Windows（微软商店、Steam及Epic游戏商城）、Xbox Series X/S平台，并首发加入Xbox/PC Game Pass游戏库。
2023年1月11日，微软宣布将与贝塞斯达软件合办类似任天堂直面会形式的中小型发布会，定于2023年1月26日凌晨四点（UTC+8）播出，时长43分钟。将着重介绍Xbox游戏工作室及贝塞斯达软件所发行的四款作品：《上古卷轴Online》2023年的更新前瞻、《极限竞速》、《红霞岛》及《我的世界：传奇》。
2024年5月7日，由于后疫情时期微软内部实行“降本增效”的因素，微软正式宣布关停了包括Arkane Austin在内的数个工作室，《红霞岛》终止后续内容开发。将于近期开放退款申请，所有相关款项将在事后全数退还。
由于本作在发行前后ZeniMax Media被微软收购，原先开发的PlayStation 5版开发中止，并没有发行。

## 评价
評論匯總網站Metacritic分别基於59和75條評論，給予《红霞岛》Microsoft Windows版56/100和Xbox Series X版53/100的評分，屬「褒貶不一或中庸」；而在評論匯總網站OpenCritic匯總的138篇評論中，正面評價佔14%。